# Dreamer Z
《Dreamer Z》는 2021년 10월 24일부터 2023년 3월 26일까지 테레비 도쿄에서 방송된 아이돌 오디션 프로그램이다.